# 高体近红鲌
高体近红鲌（学名：Ancherythroculter kurematsui）为輻鰭魚綱鯉形目鯝科近红鲌属的鱼类，俗名高尖，是中国的特有物种。分布于长江上游等，多见于江河的干流。该物种的模式产地在合川。體長可達16.4公分，棲息在底中層水域，生活習性不明。